# Мегура (Селаж)
Мегура (рум. Măgura) — село у повіті Селаж в Румунії. Входить до складу комуни Пояна-Бленкій.
Село розташоване на відстані 369 км на північний захід від Бухареста, 51 км на схід від Залеу, 60 км на північ від Клуж-Напоки.

## Населення
За даними перепису населення 2002 року у селі проживали 20 осіб, усі — румуни. Усі жителі села рідною мовою назвали румунську.